# Cales Coves

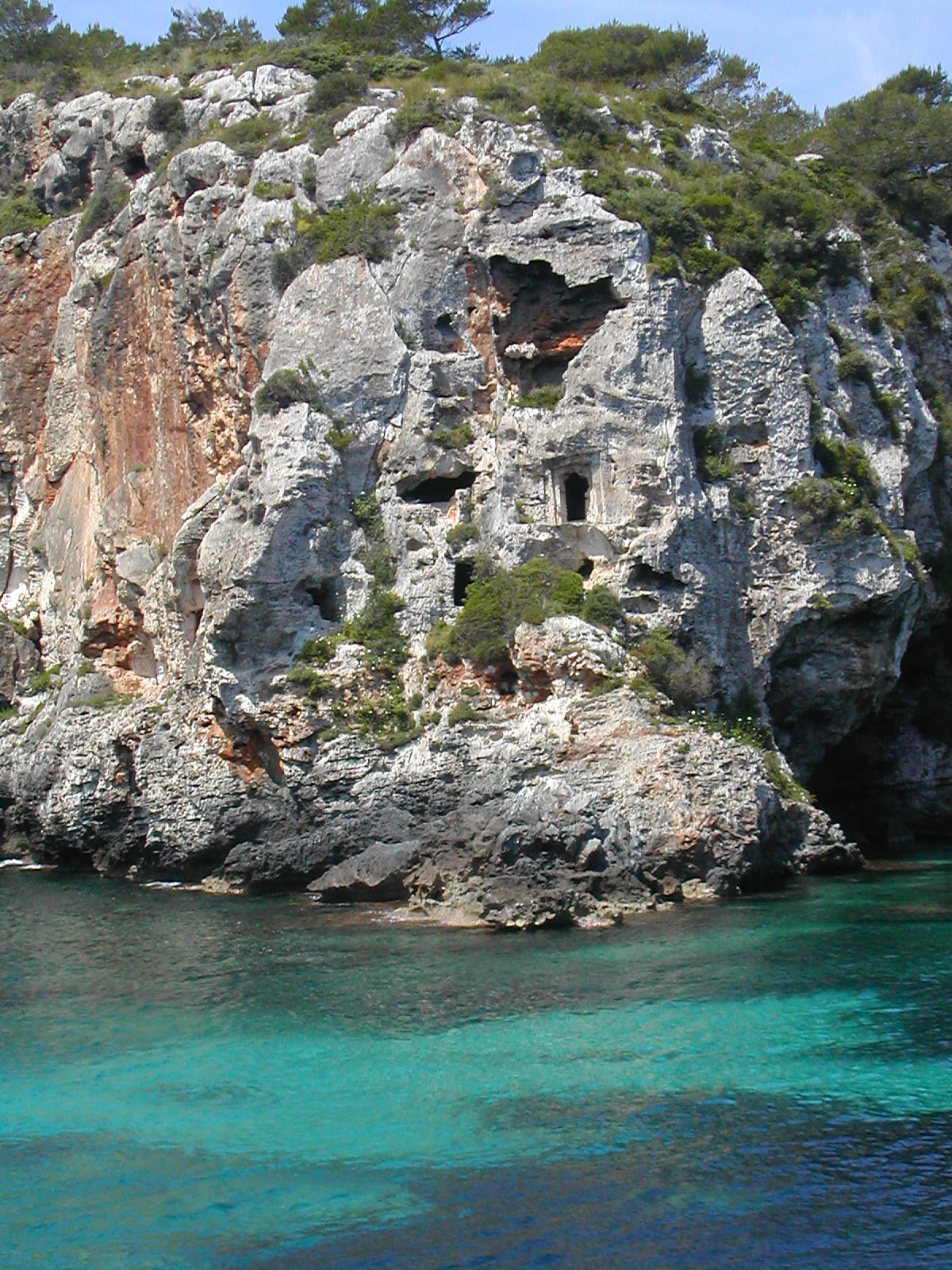
Cales Coves.

Cales Coves es una pequeña cala situada en la costa sur de la isla española de Menorca (Islas Baleares). Forma parte del municipio de Alayor, pueblo situado a 10 km de distancia, y se halla cercana a las urbanizaciones Cala en Porter, Son Vitamina, y de la localidad Lloc Nou. 
La cala está dotada de unas óptimas condiciones marinas y subacuáticas para el fondeo de embarcaciones, aunque carece un lugar para varar. Es también un refugio en verano para los barcos que navegan por la costa sur menorquina (siempre y cuando no soplen vientos de componente sursudoeste). Las playas no tienen gran valor comercial ya que no son de arena sino de roca, a cambio tienen gran valor prehistórico gracias a una gran cantidad de cuevas artificiales.

## Acceso
El acceso es sencillo si se siguen las indicaciones y desvíos. El vehículo podrá llegar hasta una zona de aparcamiento gratuito, el último tramo del camino se ha de hacer a pie.

## Prehistoria
La cala está rodeada de acantilados altos y verticales, en los cuales encontramos casi un centenar de cuevas artificiales (la mayor agrupación en toda Menorca), utilizadas como necrópolis en la Edad de Bronce, y posteriormente en la Edad de Hierro (en las cuevas más modernas se crearon unos patios exteriores delante de las fachadas de aspecto ritual). Esta necrópolis estuvo en activo hasta la conquista romana, época en la cual empezó a perder su significación, pero el sentimiento cultural de la cala pervivió tal y como se puede apreciar en las 22 inscripciones romanas en la “Cova dels jurats”, la cual está bastante deteriorada debido a la mala calidad de la piedra donde están hechas las inscripciones. Es por todos estos motivos por los que Cales Coves fue declarada monumento histórico artístico por el decreto del 3 de junio de 1931.

## Emile Carthaillac
En el siglo XIX el francés Emile Carthaillac vino a estudiar la necrópolis de Cales Coves. Gracias a él puede saberse que algunas de las cuevas se derrumbaron después de su excavación. El estudioso hablaba sobre la posibilidad de que el gran número de cuevas excavadas hubiese debilitado la fachada del barranco, provocando su derrumbamiento. De ser esto cierto, lo que se puede ver actualmente de las cuevas sería tan sólo las cámaras interiores.

## Refugio para pescadores
Con el paso del tiempo, estas cuevas han tenido distintas utilidades, entre ellas la de refugiar a los pescadores. Algunos de estos llegaron a traficar con objetos de las cuevas, así como objetos hallados en el fondo del mar.

## Navegación

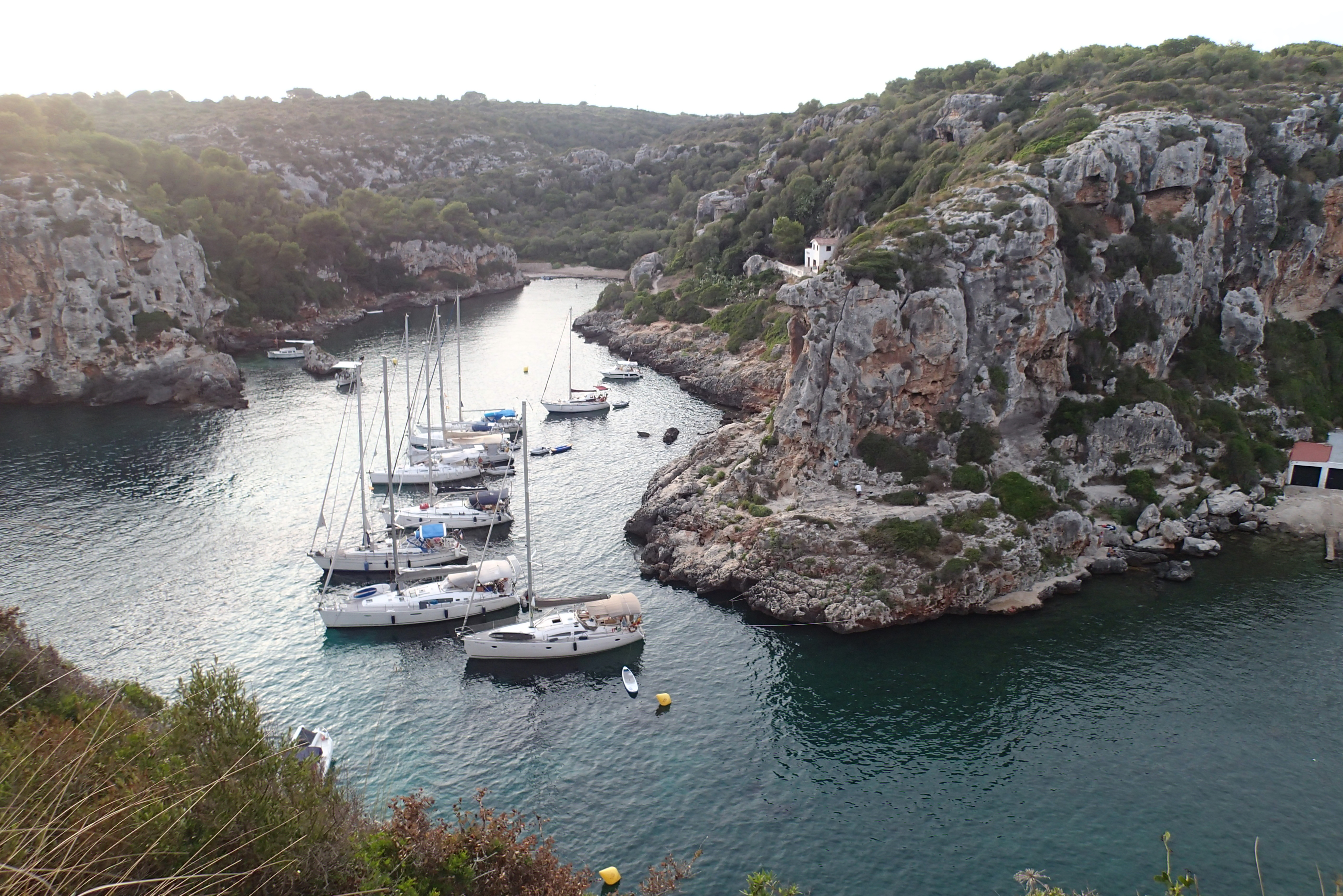
You can see several boats moored to the rock.

En verano ofrece buen abrigo excepto con vientos de todos los sectores excepto S-SO. El pequeño tamaño junto con el elevado número de embarcaciones hacen desaconsejaba el borneo, motivo por el cual es buena idea fondear por proa y amarrar por popa a la roca. Aunque antaño los turistas y en particular los barcos no eran bien recibidos, en la actualidad el ambiente es bueno incluso cuando la ocupación es alta.

## Ocupación hippie
A partir de los años 60 las cuevas pasaron a ser ocupadas por jóvenes de España y de algunos puntos de Europa. Este hecho no resultó indiferente entre algunos ciudadanos menorquines, ya que estaban apropiándose de un patrimonio histórico público con un gran valor cultural y científico, y también había quejas por la degradación de las cuevas. Al cabo de unos años las cuevas fueron desalojadas definitivamente dado el crecimiento de la polémica hacia la ocupación. El objetivo de la expulsión fue mantener y preservar las cuevas, evitando así su deterioro y concediendo a estudiosos y ciudadanos disfrutar del patrimonio histórico. Por este motivo se decidió que lo mejor para la conservación de las cuevas era poner puertas metálicas y vigilancia que, tras oxidarse, las han afeado enormemente.
Fue considerado un santuario del nudismo en Menorca, convirtiéndose en el paraíso de los Nuevos "Hippies". Cales Coves fue muy frecuentada embarcaciones o yates de todos los tamaños, que venían a sumarse al espectáculo e incluso al nudismo. Este hecho aumentó la preocupación de una parte de la sociedad, cosa que animó a tomar la decisión de cerrarlas. Aun así, los yates y el nudismo, persisten, aunque a menor escala.